# Willem Peeters
Willem Peeters, född den 20 maj 1954 i Leuven, är en belgisk tidigare landsvägscyklist som var professionell från 1974 till 1982.

## Meriter

### Amatör
| 1972 2:a i Grote Prijs Jef Scherens 1973 5:a i Flèche Ardennaise | 1974 2:a i Kattekoers |

### Professionell
| 1974 Vinnare av etapp 1a i GP du Midi-Libre 2:a i Omloop van Oost-Vlaanderen 4:a i GP du Tournaisis 10:a i Herinneringsprijs Dokter Tistaert – Prijs Groot-Zottegem 1975 Vinnare av Brabantse Pijl 7:a i Omloop van de Westkust 10:a i Flandern runt 1976 Vinnare av Omloop Het Volk Vinnare av Herinneringsprijs Dokter Tistaert – Prijs Groot-Zottegem Vinnare av prologen (ITT) i Tour de Luxembourg 3:a i Ronde van Limburg 3:a i Polder-Kempen 5:a i Bryssel–Ingooigem 7:a i Coppa Agostoni 7:a i Le Samyn 7:a i Tour du Haut Var 8:a i Rund um den Henninger Turm 9:a i Paris–Bryssel 9:a i Scheldeprijs 10:a i Kampioenschap van Vlaanderen 1977 Vinnare av etapp 4a i Vierdaagse van de Westkust 2:a totalt i Tour de l'Oise et de la Somme 3:a i Nationale Sluitingsprijs 3:a i Grand Prix de Wallonie 4:a i De Kustpijl 5:a i GP de Denain 7:a i Paris–Roubaix 7:a i Rund um den Henninger Turm 7:a i Brabantse Pijl 9:a i Polder-Kempen 10:a i Scheldeprijs | 1978 Vinnare av Ronde van Limburg Vinnare av Grand Prix de Wallonie 2:a i Heistse Pijl 5:a i Trofeo Laigueglia 7:a i Züri Metzgete 8:a i Herinneringsprijs Dokter Tistaert – Prijs Groot-Zottegem 9:a i Brabantse Pijl 9:a i GP du canton d'Argovie 9:a i Grand Prix Cerami 1979 Vinnare av GP Victor Standaert Vinnare av Omloop van het Zuidwesten 3:a i GP Union Dortmund 6:a i Brabantse Pijl 8:a totalt i Driedaagse van De Panne-Koksijde 1980 2:a i Schaal Sels 9:a i Grand Prix de Wallonie 1981 4:a i Herinneringsprijs Dokter Tistaert – Prijs Groot-Zottegem 7:a i GP Victor Standaert 9:a i linjelopp vid Belgiska mästerskapen 1982 Vinnare av GP Raymond Impanis 3:a i Bryssel–Ingooigem 8:a i Leeuwse Pijl 10:a i GP Pino Cerami 10:a i Polder-Kempen |